# 布卡莱穆
布卡莱穆（西班牙語：Bucalemu）是秘鲁的一座沿海村镇，位于奥伊金斯将军解放者大区卡德納爾卡羅省的帕雷多内斯，其北距皮奇莱穆37（23英里）。据2002年人口普查，该地区人口为789。

## 历史
布卡莱穆之名源于马普切语中的“Vuka”，意为“大”；“lemu”则为西班牙语中“森林”之意。
该地区在2010年智利大地震中遭遇严重破坏，海啸侵袭了布卡莱穆，半数建筑尽毁，尽管没有造成人员伤亡但使全镇陷入了停水停电且没有信号的局面。